# Museo di arte moderna e contemporanea (Udine)
Il Museo di arte moderna e contemporanea di Udine è ospitato all'interno di casa Cavazzini, un edificio cinquecentesco sottoposto ad un lungo restauro su progetto iniziale di Gae Aulenti che nel corso dei lavori lascerà l'incarico a causa di un contenzioso con il comune di Udine. Il museo comprende un'esposizione permanente ospitata su due piani, che prevede una parte di opere sempre esposte (opere di Dino Basaldella, Afro Basaldella e Mirko Basaldella, collezione Astaldi e collezione FRIAM) e una sezione destinata all'esposizione a rotazione, con iniziative tematiche, delle altre opere del patrimonio museale, composto di circa 4000 opere tra dipinti, sculture, disegni di architettura e grafica.
Il piano terra di casa Cavazzini è invece dedicato all'allestimento di mostre temporanee e avvenimenti collaterali.
La mostra scelta per l'inaugurazione del museo, avvenuta il 6 ottobre 2012, è Metamorphosis. Le collezioni Moroso tra design e arti visive.

## La collezione di Maria Luisa e Sante Astaldi
Donata al Comune di Udine nel 1983 per lascito testamentario, la collezione Astaldi annovera 193 opere che costituiscono un excursus sull'arte italiana dagli anni Venti agli anni Sessanta, attraverso opere rappresentative di nomi come Giuseppe Capogrossi, Carlo Carrà, Felice Casorati, Giorgio De Chirico, Filippo de Pisis, Renato Guttuso, Mario Mafai, Ottone Rosai, Giuseppe Santomaso, Alberto Savinio, Gino Severini, Mario Sironi, comprende anche opere di artisti stranieri come Georges Braque, Marc Chagall e Picasso.

## La collezione FRIAM
Una collezione di 113 opere donate al Friuli, in occasione del sisma che nel 1976 devastò Friuli, da 110 artisti americani (grazie all'iniziativa patrocinata dal comitato italo-statunitense FRIAM - Friul Arts and Monuments).

Le opere raccontano la ricerca artistica statunitense negli anni Sessanta e Settanta, dall'action painting, alla pop art, alla minimal art; tra gli artisti: Carl Andre, Donald Judd, Willem de Kooning, Sol LeWitt, Roy Lichtenstein, Robert Mangold, Frank Stella.

## Il "museo nel museo"
Oltre alle collezioni, casa Cavazzini offre un museo nel museo: i restauri hanno infatti riportato all'originale splendore affreschi degli anni '30 di Dino Basaldella e Mirko Basaldella e affreschi del trecento di soggetto sacro e profano.
Il restauro ha svelato anche un patrimonio nascosto archeologico, reso visibile ai visitatori attraverso vetrate: una vasca-cisterna "alla veneziana" del XVI secolo e un consistente deposito di vasellame protostorico databile alla prima età del ferro (seconda metà dell'VIII sec a.C.), che costituisce il ritrovamento più antico documentato nel sito di casa Cavazzini.

## La storia

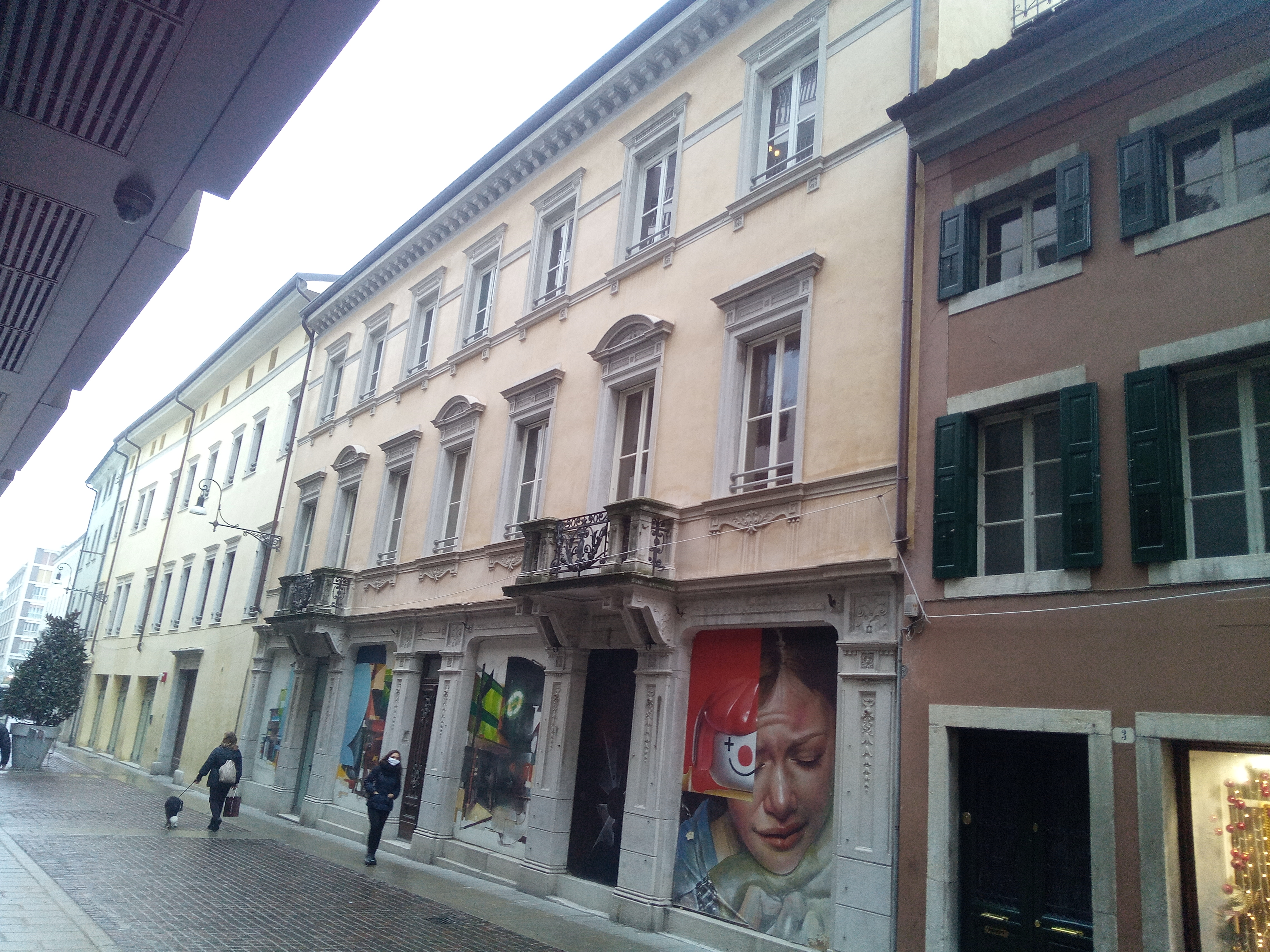
Casa Cavazzini da via Savorgnana

Il Museo di arte moderna e contemporanea Casa Cavazzini di Udine è punto d'arrivo di un lungo percorso, costellato da numerose donazioni.
Il primo nucleo di opere deriva dalla generosità del commerciante udinese Antonio Marangoni (Udine 1806 – Venezia 1885), che lascia in eredità i suoi beni al Comune, a patto di impiegarli per acquistare ogni anno una o più opere di giovani artisti. Il patrimonio si incrementa così con acquisizioni e altre donazioni, fino all'apertura nel 1983 della GAMUD - Galleria di arte moderna di Udine, con sede nel complesso Palamostre. Proprio in quell'anno, un'altra preziosa donazione arricchisce il patrimonio, quella di Maria Luisa Astaldi e Sante Astaldi.
È infine Aminta Flebus, vedova di un altro commerciante di Udine, Dante Cavazzini, a donare al Comune il cinquecentesco edificio che oggi, ristrutturato, è la sede del museo denominato – appunto – casa Cavazzini.
Fino al 1990 l'edificio ospitava infatti al piano terra il negozio di telerie e tessuti Cavazzini e, nei piani superiori, l'appartamento del commerciante, che negli anni '30, su consiglio dell'architetto Ermes Midena, aveva affidato a giovani e poco noti artisti - Afro Basaldella e Mirko Basaldella e di Corrado Cagli – la decorazione ad affresco delle pareti.
Nel 2017 è stata donata al museo in memoria dell'artista la litografia Speed of light di James Rosenquist, «dedicata alle teorie di Albert Einstein sulla relatività».